# Fred Emery
Frederick Edmund Emery (Narrogin, Australië, 27 augustus 1925 - 10 april 1997) was een Australisch psycholoog en systeemdenker. Hij was pionier op het gebied van organisatieontwikkeling en bekend van zijn Penguinpocket Open systems thinking, Volumes I & II uit 1981.